# Саянский перевал
Сая́нский перева́л (также известен как «Сотый перевал») — горный перевал в Южно-сибирских горах (Западный Саян), важный транспортный переход — через перевал проходит трасса Абакан — Ак-Довурак. Расположен на границе Хакасии и Тывы (Россия).
Высота перевала составляет 2214 м над уровнем моря. 250-километровая горная дорога соединяет отдалённые населённые пункты Тывы с западной частью Хакасии.